# 擁抱季節
《擁抱季節》是1998年7月23日由索尼電腦娛樂發售的遊戲軟體，以系列的第2作發售。開發本身在最初就進行的緣故，選項等部分有未整理的地方。類型是冒險遊戲。以全動畫方式進行故事，動畫製作是Production I.G。2005年7月28日在PSP上發售了重製版。

## 物語概要
季節是在春天，居住在山間地方都市，落榜一年後考上大學的主角，在大學裡被稱作「悲戀櫻」的樹下，發現了一位穿著水手服喪失記憶女孩子倒在那裏。主角被這位和以前曾思慕過的女性長的一模一樣的女孩子所吸引，打算幫助她找回記憶。
描寫春夏秋冬的系列的「春」。有強烈的戀愛故事成分。

## 登場人物
主角
不能名字設定。是一位不起眼的大學一年級。在叔父擔任編輯的城鎮雜誌處打工。被麻由所吸引，不過和朋子夾在中間而受難。
麻由 （声優：今井由香）女主角。倒在悲恋櫻底下的少女。令人不覺得有記憶喪失般的活潑開朗。
智子 （声優：三石琴乃）
漂亮的大姊姊（綺麗なお姉さん） （声優：島津冴子）
編輯 （声優：有本欽隆）主角的叔父。城鎮雜誌的編輯。
櫻井麻由 （さくらい まゆ） （声優：今井由香）
故人。和主角同年級，在高中時主角打算告白之前出車禍而過世。
櫻井麻美（さくらい まみ）（声優：今井由香）
桜井麻由小2歳的妹妹。只在「櫻之精靈編」登場。
姊姊(麻由)死後，全家移居海外。她去報考男主角的大學入學考時，出車禍意識不明。
此外，該名稱並未在主要部分中透露，但在Sony Computer Entertainment發布的官方攻略書中卻很清楚。

## 主要工作人員
- ・總監修：東郷光宏
- 動畫監督、脚本、分鏡、演出：西久保瑞穂
- 人物設定、作畫監督補：樋口香里
- 音響監督：田中英行
- 主題歌：
  - 歌：大藤史　作詞：大藤史、沢村淳子　作曲：大藤史　編曲：Thousand sketcheS

## 相關項目
- 雙面嬌娃（ダブルキャスト）
- 茉莉花（サンパギータ）
- 雪割花（雪割りの花）